# Ei-ichi Negishi
Ei-ichi Negishi (根岸 英一; Changchun, 14 luglio 1935 – Indianapolis, 6 giugno 2021) è stato un chimico giapponese naturalizzato statunitense.

## Biografia
Nacque nel 1935 a Changchun, città successivamente passata alla Cina, ma all'epoca della sua nascita possedimento nipponico. Negishi si laureò all'Università imperiale di Tokyo nel 1958 e frequentò il suo tirocinio presso Teijin.
Si specializzò nel 1963 all'Università della Pennsylvania, ed in seguito fu docente alla Università Purdue, nell'Indiana. Divenne noto per la scoperta della reazione chimica conosciuta come reazione di Negishi, o "accoppiamento di Negishi". Inoltre, lo Zr(C5H5)2 ottenuto riducendo il dicloruro di zirconocene è chiamato anche reagente Negishi e viene utilizzato per la sintesi di benzeni polisostituiti.
Nel 2010 vinse il premio Nobel per la chimica, assieme al connazionale Akira Suzuki e allo statunitense Richard Heck per "gli studi sul palladio come catalizzatore nei processi chimici".